# Gunjetina
Gunjetina (en serbe cyrillique : Гуњетина) est un village de Serbie situé dans la municipalité de Vlasotince, district de Jablanica. Au recensement de 2011, il comptait 55 habitants.

## Démographie
| 1948 | 1953 | 1961 | 1971 | 1981 | 1991 | 2002 | 2011 |
| ---- | ---- | ---- | ---- | ---- | ---- | ---- | ---- |
| 165  | 164  | 169  | 172  | 137  | 117  | 97   | 55   |

|  |